# Teatro Regio (Torí)
El Teatro Regio és un dels edificis de la casa reial de Savoia declarats Patrimoni de la Humanitat per la UNESCO l'any 1997. Es troba a la Piazza Castello de Torí, al Piemont, (Itàlia). És un destacat teatre d'òpera i amb el mateix nom, es coneix la seva companyia d'òpera, amb seu a Torí. La seva temporada va d'octubre a juny amb la presentació de vuit o nou òperes amb entre cinc i dotze representacions de cada una.
Diversos edificis proporcionaven locals per a les produccions a Torí des de mitjans del segle xvi, però no va ser fins al 1713 quan es va considerar la creació d'un teatre d'òpera, i va començar el planejament amb Filippo Juvara. Tanmateix, els fonaments no es van establir fins al regnat de Carles Manuel III el 1738 després de la mort de Juvara. L'obra va ser supervisada per Benedetto Alfieri fins que el teatre es va acabar.

## Història

### Nuovo Teatro Regio, de 1740 a 1936

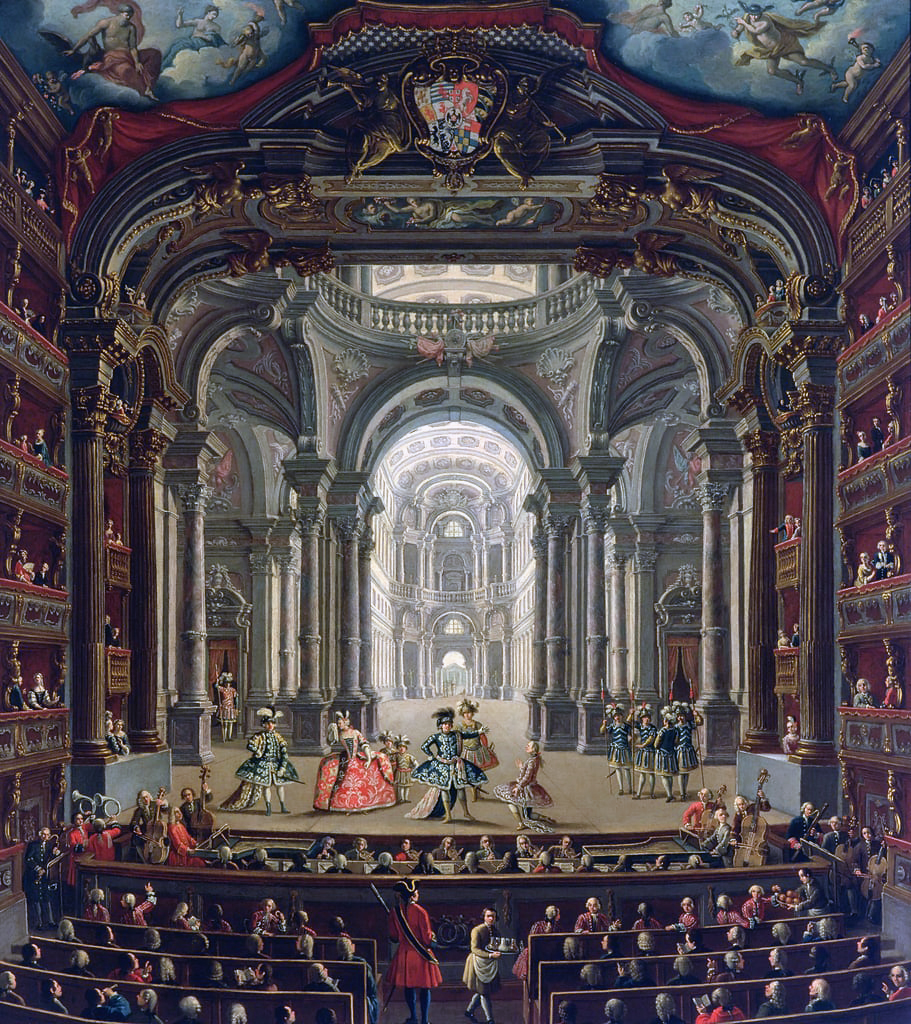
Giovanni Michele Graneri (Torí, 1708-1762), Interior del Teatro Regio. Oli sobre tela, circa 1752. Torí, Palazzo Madama - Museu Civico d'Arte Antica

El Nuovo Teatro Regio ('Nou Teatre Reial') va ser inaugurat el 26 de desembre de 1740 amb l'Arsace de Francesco Feo. Va ser construït amb sumptuositat, 1.500 seients i 139 llotges ubicades en cinc pisos i una galeria.
Tanmateix, el teatre es va tancar per ordre reial el 1792 i es va convertir en magatzem. Amb l'ocupació francesa de Torí durant les Guerres Napoleòniques el teatre va ser rebatejat com Teatro Nazionale i finalment, després de l'ascens de Napoleó a emperador, canvià de nom de nou com Teatro Imperiale. La caiguda de Napoleó el 1814 va fer que el teatre tornés al seu nom original, el Regio. Als anys següents el teatre d'òpera va passar per diversos períodes de crisis financeres i va ser assumit per la ciutat el 1870.
Altres teatres es van reconstruir i van presentar temporades d'òpera a Torí. Entre ells el restaurat Teatro Carignano el 1824. També va ser adquirit pel municipi el 1932 i, després de la destrucció per l'incendi del Teatre Regio el 1936, el Carignano va servir com a principal local d'òpera a la ciutat fins que el Regio va tornar a obrir el 1973.
Fins i tot abans que es cremés, hi havia discussions sobre si reconstruir el Regio o crear un flamant teatre nou a començaments del segle xx. Es van presentar dos plans i el seleccionat va expandir la capacitat dels seients fins a 2.415, traient els nivells quart i cinquè de llotges i creant un ampli amfiteatre. L'obra es va acabar el 1905 però el teatre va tancar durant la Primera Guerra Mundial i va reobrir el 1919. Les temporades d'òpera es van succeir fins a febrer de 1936, quan el foc el va destruir tot llevat de la façana del Teatre Regio. Va quedar tancat durant trenta-set anys. Arturo Toscanini va ser el director de l'Òpera de Torí de 1895 a 1898, temps durant el qual diverses produccions d'obres de Wagner es van estrenar a Itàlia.

### Reconstrucció i actualitat del teatre

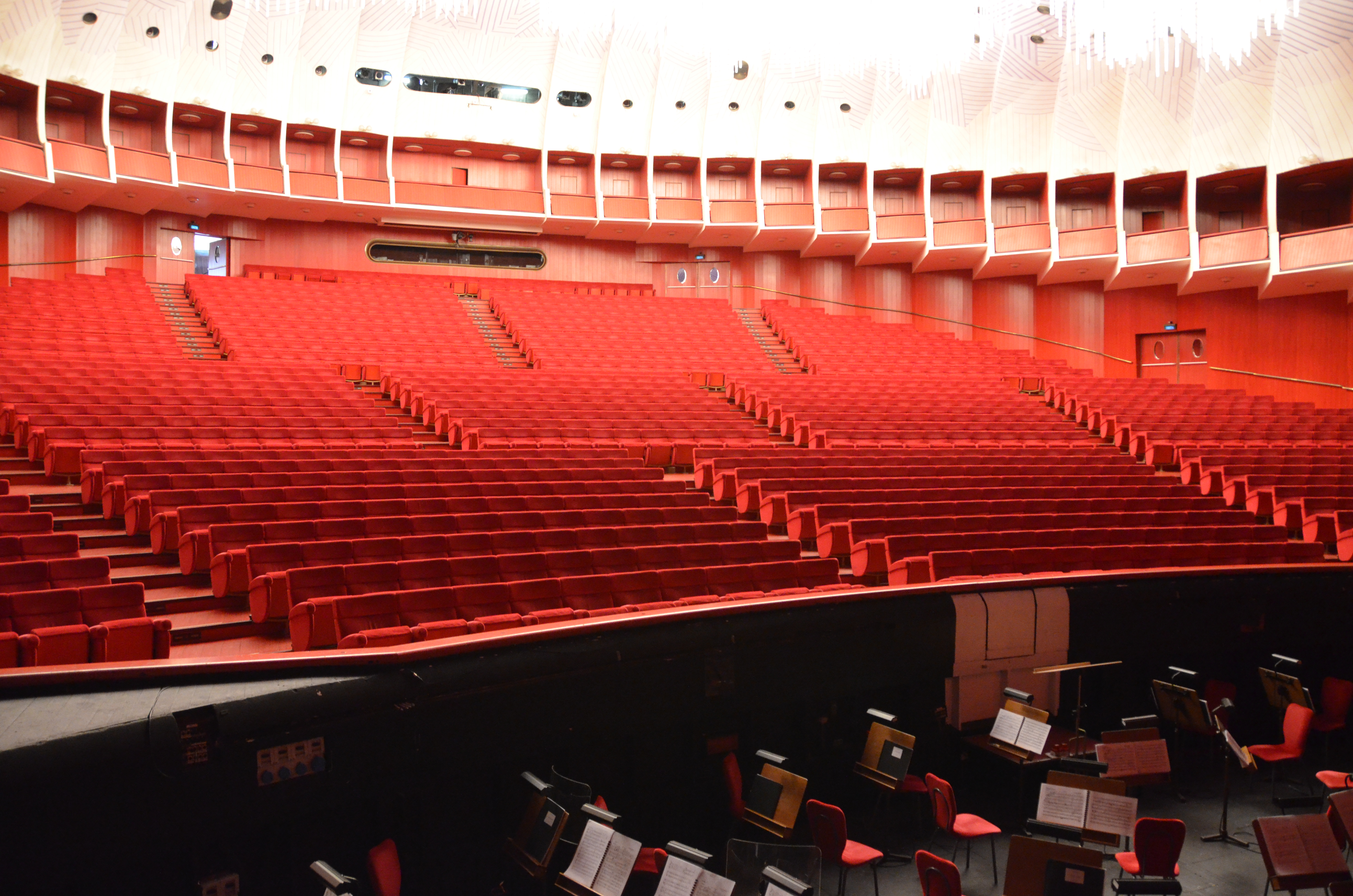
Les llotges des de l'escenari

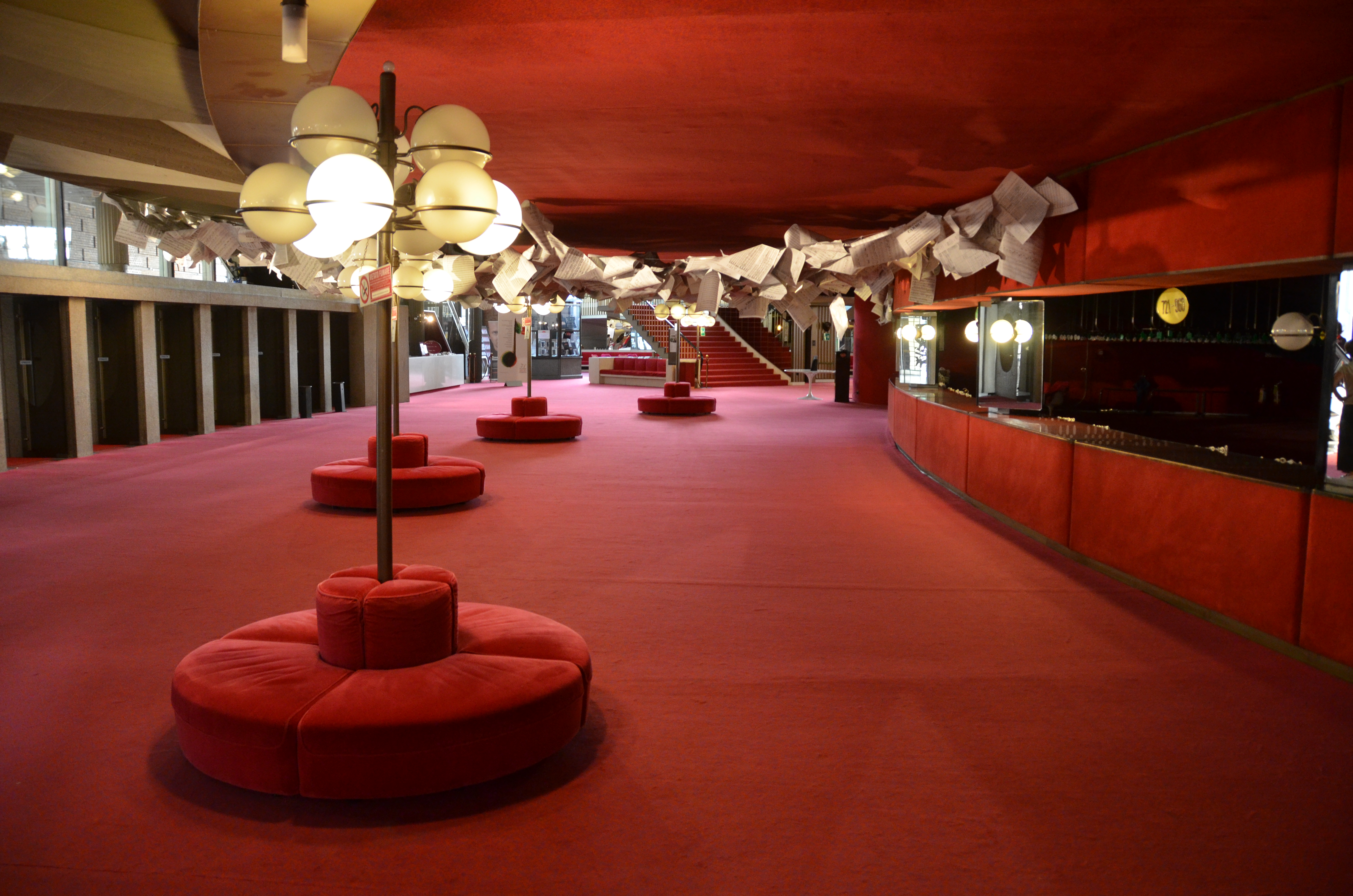
El hall

Després de l'incendi, es va llançar una competició nacional per trobar un arquitecte. Tanmateix, a causa de la guerra i la situació financera general, la primera pedra no va ser col·locada fins al 25 de setembre de 1963. Així i tot, l'obra no va començar fins al setembre de 1967 amb l'arquitecte Carlo Mollino.
El teatre reconstruït, amb el seu sorprenent interior contemporani però amagat darrere de l'original façana, va ser inaugurat el 10 d'abril de 1973 amb una producció de l'obra de Verdi I vespri siciliani dirigida per Maria Callas (el seu únic fallit intent en aquesta disciplina) i Giuseppe Di Stefano. Al nou teatre hi ha 1.750 seients i té forma el·líptica amb un gran nivell d'orquestra i 37 llotges al voltant del seu perímetre. Una closca acústica es va afegir per millorar el seu so.
El teatre presenta una àmplia varietat d'òperes durant les seves temporades, incloent obres contemporànies, encara que en els primers anys del nou segle les pressions financeres han fet la programació una mica més conservadora i va afavorir més òperes del segle xix.

## Estrenes absolutes al teatre
- 1740: Arsace de Francesco Feo
- 1741: Artaserse de Giuseppe Arena; Semiramide riconosciuta de Niccolò Jommelli
- 1742: Zenobia de Gaetano Latilla; Caio Fabricio de Pietro Auletta
- 1743: Tito Manlio de N. Jommelli; Vologeso re dei Parti de Leonardo Leo
- 1744: Germanico d'Andrea Bernasconi; Poro de Christoph Willibald Gluck
- 1748: Andromaca de Giovanni Battista Lampugnani
- 1749: Partenope de Giuseppe Scarlatti
- 1750: Didone de Domènec Terradellas; La vittoria d'Imeneo de Baldassarre Galuppi
- 1751: Nitocri de Gioacchino Cocchi
- 1752: Antigona de Giovanni Battista Casali; Lucio Papirio d'Ignazio Balbi
- 1753: Medo de Girolamo Abos; Bajazette de N. Jommelli
- 1754: Demofoonte de Gennaro Manna; Sesostri de Ferdinando Bertoni
- 1755: Andromeda de G. Cocchi; Ricimero de Giacinto Calderara
- 1756: Solimano de Michelangelo Valentini; Antigono d'Antonio Gaetano Pampani
- 1757: Lucio Vero de Bertoni; La Nitteti d'Ignaz Holzbauer
- 1758: Adriano in Siria de Giovanni Battista Borghi
- 1759: Eumene d'Antonio Maria Mazzoni
- 1760: Enea nel Lazio de Tommaso Traetta; Artaserse de Johann Christian Bach
- 1762: Ifigenia in Aulide de Bertoni; Il caffè di campagna d'Ignazio Celoniati; Catone in Utica de Gian Francesco de Majo
- 1763: Pelopida de Giuseppe Scarlatti
- 1765: Montezuma de De Majo
- 1766: Oreste de Carlo Monza; Tancredi de Bertoni
- 1767: Mitridate re di Ponto de Quirino Gasparini; Il trionfo di Clelia de Josef Mysliveček
- 1769: Enea in Cartagine de Giuseppe Colla
- 1770: Armida de Pasquale Anfossi
- 1771: Annibale in Torino de Giovanni Paisiello; Issea de Pugnani; Andromeda de Colla
- 1772: Argea de Felice Alessandri
- 1773: Didone abbandonata de Colla; Antigona de Mysliveček
- 1774: Merope de Pietro Alessandro Guglielmi
- 1775: L'isola di Alcina ossia Alcina e Ruggiero d'Alessandri; L'Aurora de Pugnani; Cleopatra de Monza
- 1776: Sicotencal de Giovanni Marco Rutini; Calipso de Bernardo Ottani
- 1777: Medonte de Bertoni
- 1778: Lucio Silla di Michele Mortellari
- 1779: Fatima d'Ottani
- 1780: Montezuma de Giacomo Insanguine; Andromaca de Vicent Martín i Soler
- 1781: Adriano in Siria de Giacomo Rust
- 1782: Solimano de Giuseppe Curcio
- 1783: Vologeso de Martín i Soler; Briseide de Francesco Bianchi
- 1784: Bacco e Arianna dAngelo Tarchi ; Artaserse de Domenico Cimarosa
- 1785: Achille in Sciro de Pugnani; Erifile de Monza
- 1786: Il trionfo di Clelia de Tarchi
- 1787: Volodimiro de D. Cimarosa; Demofoonte de Pugnani
- 1788: Ifigenia in Aulide de Luigi Cherubini
- 1789: Teodolinda de Gaetano Andreozzi ; Demetrio a Rodi de Pugnani
- 1790: Il Giulio Sabino de Tarchi
- 1791: La disfatta dei mori de Giuseppe Gazzaniga
- 1792: Annibale in Torino de Nicola Antonio Zingarelli.

### 1797-1814
- 1798: I veri amici repubblicani de Zingarelli; Argea d'Andreozzi
- 1802: Ginevra di Scozia, ossia Ariodante i Sesostri re d'Egitto ovvero Le feste d'Isida de Giuseppe Mosca
- 1805: Corrado de Ferdinando Orlandi
- 1806: Coriolano de Vincenzo Lavigna
- 1807: Hoango de Lavigna
- 1809: Palmerio e Claudia de Lavigna; Elisabetta regina d'Inghilterra de Stefano Pavesi
- 1810: Dario Istaspe de Giuseppe Nicolini; Angelica e Medoro ossia L'Orlando de Nicolini
- 1811: Nitteti de Pavesi
- 1813: Bajazet de Pietro Generali
- 1814: Cesare in Egitto d'Ercole Paganini

### 1815-1870
- 1815: Teseo e Medea de Carlo Coccia
- 1816: Berenice di Armenia de Carlo Evasio Soliva
- 1819: Rodrigo di Valenza d'Orlandi
- 1823: Didone abbandonata de Saverio Mercadante; Demetrio de Johann Simon Mayr
- 1824: Nitocri de S. Mercadante
- 1825: Teuzzone de Nicolini
- 1826: Bianca di Messina de Nicola Vaccai
- 1827: Ezio de S. Mercadante
- 1830: Annibale in Torino de Luigi Ricci
- 1835: Francesca Donato de Mercadante; Gli Illinesi de Pietro Antonio Coppola
- 1838: Marco Visconti de Vaccai
- 1840: Il templario d'Otto Nicolai
- 1841: Il lago delle fate de Coccia
- 1843: Il reggente de S. Mercadante
- 1846: La regina di Cipro de Giovanni Pacini
- 1848: Ester d'Engaddi de Pacini
- 1849: Il gladiatore de Pasquale Bona
- 1854: Salvator Rosa o Il carnevale di Roma de Domenico Ronzani.
- 1856: Ugolino della Gherardesca de Ronzani; La vergine di Kent d'Angelo Villanis
- 1862: Leone Isauro d'Emilio Cianchi
- 1864: Il rinnegato fiorentino de Giovanni Luigi Bazzoni; La contessa d'Amalfi d'Errico Petrella.

### 1870-1936
- 1870: Il favorito de Pedrotti
- 1874: La contessa di Mons de Lauro Rossi; Bella Italia o Wo die Zitronen blühen de Johann Strauss (fill)
- 1876: Ermanzia de Romualdo Marenco; Cleopatra de Rossi
- 1878: Sieba, o La spada di Wodan de Marenco; Francesca da Rimini d'Antonio Cagnoni
- 1879: L'astro degli Afghan de Marenco; Ero e Leandro de Giovanni Bottesini; Day-Sin de Marenco
- 1880: Elda d'Alfredo Catalani; La regina del Nepal de Bottesini
- 1881: Day-Natha de Marenco
- 1890: Loreley de Catalani
- 1893: Cristoforo Colombo de Guglielmo Branca; Irene d'Alfredo Keil; Manon Lescaut de Giacomo Puccini
- 1896: La bohème de G. Puccini
- 1901: Le maschere de Pietro Mascagni
- 1909: Héllera d'Italo Montemezzi
- 1910: La festa del grano de Giocondo Fino.
- 1914: Francesca da Rimini de Riccardo Zandonai
- 1922: La figlia del re d'Adriano Lualdi
- 1931: La valle degli eroi de Giuseppe Blanc

### 1973-
- 1976: L'imperatore Jones de Sandro Fuga
- 1979: Le rarità, Potente de Sylvano Bussotti
- 1981: Phaidra-Heliogabalus de Bussotti
- 1984: Gargantua d'Azio Corghi